# Droga wojewódzka nr 286
Droga wojewódzka nr 286 (DW286) – droga wojewódzka o długości 22 km, łączącą Gubin (DW 285),  z miejscowością Biecz (DW 289). 
Droga położona jest w całości na terenie województwa lubuskiego w  powiecie krośnieńskim oraz na terenie powiatu żarskiego.

## Miejscowości leżące przy trasie DW 286

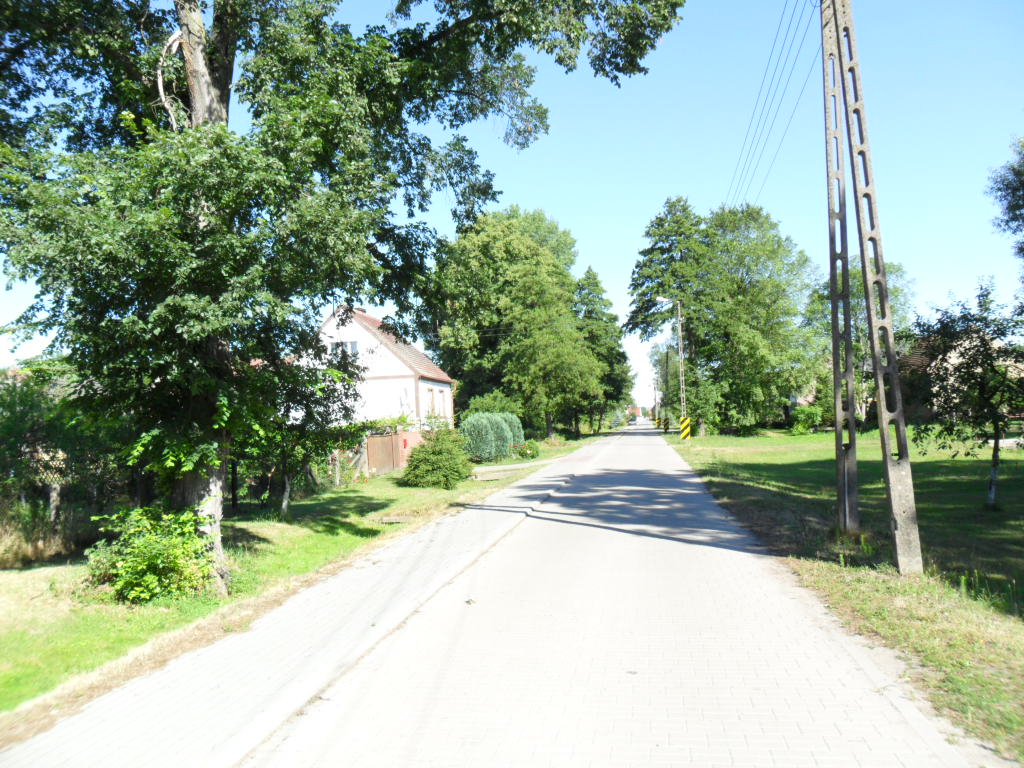
Droga w Stargardzie Gubińskim

- Gubin (DW 285),
- Stargard Gubiński,
- Starosiedle (DW 285).
- Droga w Stargardzie GubińskimBiecz (DW 289).

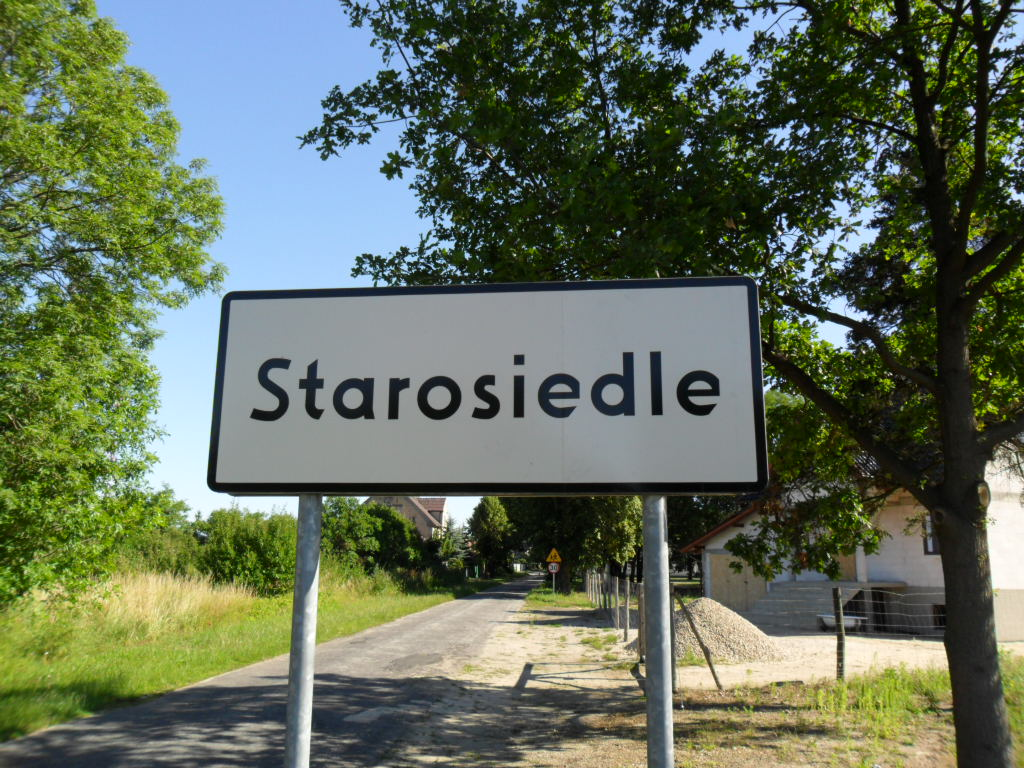